# Vijfde klasse (Nederlands amateurvoetbal)
De Vijfde klasse is met ingang van het seizoen 2016/17 het achtste amateurniveau in het Nederlands amateurvoetbal en het tiende en laagste voetbalniveau van Nederland. De Vijfde klasse telt in het seizoen 2024/25 53 competities, 26 in het zaterdagvoetbal en 27 in het zondagvoetbal.

## Opzet
Elke competitie in de Vijfde klasse bestaat in principe uit veertien voetbalteams, in de praktijk is dit variërend van 11 tot 14. De kampioenen in de Vijfde klasse promoveren direct naar de Vierde klasse. De periodekampioenen mogen, mits ze niet op een degradatieplaats zijn geëindigd, meedoen aan de nacompetitie om promotie. Tot 2014/15 degradeerden de nummer laatst en de voorlaatste direct naar de Zesde klasse in die districten waar deze klasse nog werd gehanteerd, sindsdien is er vanuit de vijfde klasse geen degradatie.
|          | West I                                  | West II                                 | Zuid I                                          | Zuid II                                                 | Oost                                                    | Noord                                                   | Totaal |
| -------- | --------------------------------------- | --------------------------------------- | ----------------------------------------------- | ------------------------------------------------------- | ------------------------------------------------------- | ------------------------------------------------------- | ------ |
| Zaterdag | 5A (14) 5B (14) 5C (14) 5D (12) 5E (13) | 5A (14) 5B (14) 5C (14) 5D (14) 5E (14) | 5A (11) 5B (11) 5C (12) 5D (11)                 |                                                         | 5A (11) 5B (11) 5C (11) 5D (12) 5E (12)                 | 5A (12) 5B (13) 5C (13) 5D (14) 5E (14) 5F (13) 5G (12) | 26     |
| Zondag   | 5A (11) 5B (10) 5C (10)                 |                                         | 5A (12) 5B (12) 5C (12) 5D (12) 5E (12) 5F (12) | 5A (12) 5B (12) 5C (12) 5D (11) 5E (11) 5F (11) 5G (11) | 5A (11) 5B (11) 5C (11) 5D (11) 5E (12) 5F (11) 5G (11) | 5A (11) 5B (11) 5C (12) 5D (12)                         | 27     |
| Totaal   | 8                                       | 5                                       | 10                                              | 7                                                       | 12                                                      | 11                                                      | 53     |

N.B. Tussen haakjes het aantal deelnemende teams

## Historie
De vijfde klasse werd ingevoerd in het seizoen 1996/97 als gevolg van de grote reorganisatie bij de KNVB waarbij de toenmalige afdelingen (ook bekend als onderbonden) werden opgeheven en Nederland (voor vijf seizoenen) in negen districten werd verdeeld. Bij de invoering was deze klasse het zesde amateurniveau, van 2010-2016 het zevende amateurniveau en vanaf het seizoen 2016/17 het achtste amateurniveau.
Nadat de districten West-I en Zuid-II in het seizoen 2014/15 in het zondagvoetbal als laatste de Zesde klasse hanteerden, is de Vijfde klasse vanaf het seizoen 2015/16 het laagste niveau.

#### Ontwikkeling van het niveau op de voetbalpiramide
| AM | Periode       |
| -- | ------------- |
| 6e | 1996 t/m 2010 |
| 7e | 2010 t/m 2016 |
| 8e | v.a. 2016     |

Bekers:
KNVB beker (amateurs) · Super Cup (amateurs) · Districtsbekers
Niveaus:
Tweede divisie · Derde divisie · Vierde divisie · 1e klasse · 2e klasse · 3e klasse · 4e klasse · 5e klasse · 6e klasse · 7e klasse · 8e klasse